# کالای رایگان
کالایی است که با هزینه صفر تومان برای جامعه در دسترس بوده و از لحاظ اقتصادی کمیاب نیست . 
کالایی که بدون قیمت در دسترس همگان قرار می‌ گیرد لزوما رایگان نیست . به عنوان مثال ، یک فروشگاه ممکن است کالا های خود را به منظور تبلیغات به صورت رایگان در دسترس عموم قرار دهد، اما تولید این کالا ها همچنان به استفاده از منابع کمیاب نیاز دارد .
پس برای شروع و فروش ایده‌ آل یک چیز ابتدا باید آن را با قیمت کم یا بدون قیمت عرضه کرد تا تبلیغ شود .
کالا های رایگان ایده‌ ها و آثاری هستند که با هزینه کم یا تقریباً صفر قابل تکثیر هستند . برای نمونه ، اگر کسی چیزی را اختراع کند ، بسیاری از افراد می‌توانند از این اختراع تولید کنند ، بدون اینکه خطر از بین رفتن این « منبع » وجود داشته باشد . مثال‌ های دیگر شامل برنامه‌ های رایانه‌ ای و صفحات وب‌ ها هستند .
اندیشه‌های اقتصادی : در ابتدا ، نوع سومی از کالای رایگان را نیز پیشنهاد می‌ کردند : منابعی که کمیاب هستند اما ماهیت آنها به اندازه کافی فراوان است و به اندازه کافی برای هرکس وجود دارد . آب دریا و هوا از نمونه این کالا ها هستند .
قوانین مالکیت معنوی ، مانند حق چاپ و حق ثبت اختراع متأثر از تبدیل برخی کالا های نامشهود به کالا های کمیاب هستند . اگرچه این آثار طبق تعاریف ،          کالای رایگان هستند و با حداقل هزینه قابلیت بازتولید دارند ، اما تولید این آثار به منابع کمیابی مانند نیروی کار ماهر نیاز دارد ؛ بنابراین از این قانون‌ ها برای دادن حقوق انحصاری به سازندگان استفاده می‌ شود تا منابع‌ شان را به‌ طور مناسب برای این فعالیت‌ ها اختصاص دهند .
بسیاری از آینده‌ پژوهان اقتصاد پساکمیابی این نظریه را مطرح می‌ کنند که فناوری نانو پیشرفته با توانایی تبدیل هر نوع ماده به هر ترکیب دیگر از جرم برابر ،           همه کالا ها را اساساً تبدیل به کالای رایگان خواهد کرد .